# Cyclohexylisocyanaat
Cyclohexylisocyanaat is een ontvlambare organische verbinding met als brutoformule C7H11NO. De stof komt voor als een kleurloze tot amberkleurige vloeistof met een scherpe geur, die reageert met water.

## Toxicologie en veiligheid
Cyclohexylisocyanaat kan polymeriseren ten gevolge van verhitting en onder invloed van verschillende stoffen, zoals organische metaalverbindingen. De stof ontleedt bij verbranding, met vorming van giftige dampen (waterstofcyanide, stikstofoxiden, koolstofdioxide en koolstofmonoxide). Ze reageert met oxiderende stoffen, sterke basen en zuren, water, alcoholen en amines.
De stof is irriterend voor de ogen, de huid en de luchtwegen. Cyclohexylisocyanaat is een lacrimator en kan astmatische aanvallen veroorzaken.